# Hoya rigidifolia

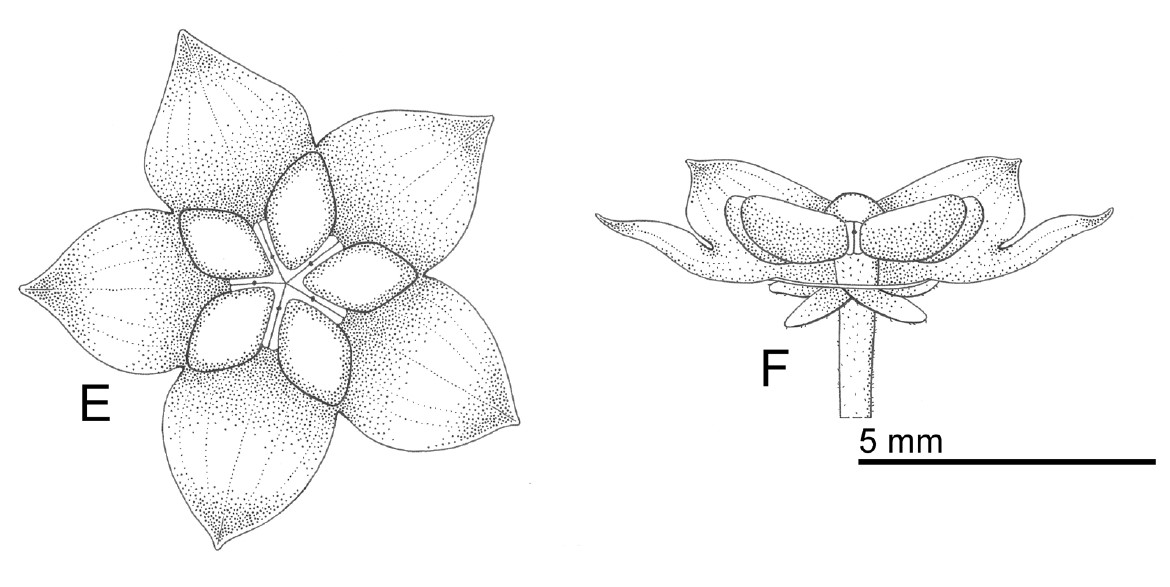
Schematische Darstellung der Blüte

Hoya rigidifolia ist eine Pflanzenart der Gattung der Wachsblumen (Hoya) aus der Unterfamilie der Seidenpflanzengewächse (Asclepiadoideae).

## Merkmale
Hoya rigidifolia ist eine epiphytische, kletternde Pflanze. Die Triebe haben einen Durchmesser von 3 bis 54 mm und sind frisch dunkelbraun und spärlich flaumig behaart, im Alter dann grau und kahl. Unterhalb der Nodien und entlang der Internodien sind Haftwurzeln ausgebildet, mit denen sich die Pflanze an den Untergrund (Stämme und Äste von Bäumen) anheftet. Die Internodien sind 4 bis 10 cm lang. Die gegenständigen Blätter sind gestielt, die Blattstiele sind petioles 7 bis 25 mm lang und haben einen Durchmesser von 4 bis 6 mm. Sie sind dicker als die Triebe und hellbraun. Die Stiele sind im Querschnitt rund und wenn frisch ausgebildet spärlich flaumig behaart, später kahl. Die steifen und sukkulenten Blattspreiten sind lanzettlich bis länglich, 4 bis 12 cm (selten bis 15 cm) lang, und 2,5 bis 5 cm breit. Die Basis ist spitz, der Apex spitz und zipfelig. Sie sind grün bis hellgrün und weisen auf der Oberseite einige graue Flecken auf. Die Blattnervatur besteht aus der Mittelrippe von der nahe der Spreitenbasis zwei Hauptadern abgehen, die fast randparallel verlaufen. Von der Mittelrippe und den Sekundäradern gehen 3 bis 10 kleinere Adern ab, die die Mittelrippe und Sekundäradern miteinander verbinden. Die Blattadern sind auf der Oberseite eingesenkt, die Unterseite ist flach. An der Basis der Blätter sitzt jeweils eine breitdreieckige, hellebraune bis cremefarbene Drüse, ca. 1 × 1,5 mm. Alle vegetativen Teile der Pflanze scheiden bei Verletzung einen weißen Milchsaft aus.
Die doldenförmige Blütenstände entspringen den Blattachseln und stehen waagrecht, pro Blattachsel wird nur ein Blütenstand gebildet. Die Blütenstände enthalten jeweils etwa 20 bis 25 Blüten. Sie haben eine konvex gewölbte Oberfläche mit einem Durchmesser von 3,5 bis 4 cm. Die bräunlichen, spärlich flaumig behaarten Blütenstandsstiele sind 1,5 bis 3 cm lang und messen ca. 3 mm im Querschnitt. Die fein papillösen Blütenstiele sind 13 bis 17 mm lang, 0,7 bis 1 mm dick und hell bräunlichgelb. Die Kelchblätter sind eiförmig oder rundlich und 1 bis 1,5 mm lang und an der Basis 0,8 bis 1 mm breit. Der Apex ist gerundet, die Außenseite fein papillös. Die Blütenkrone ist radförmig und hat, wenn ausgebreitet einen Durchmesser von 10 bis 12 mm. Die kahlen Kronblattzipfel sind eiförmig, 3,3 bis 3,7 mm und an der Basis 2,4 bis 2,8 mm breit. Der spitze Apex ist stark umgebogen. Sie sind innen cremefarben und werden zur Spitze hin hellbraun, außen braun. Die weiße Nebenkrone ist 1,2 bis 1,4 mm hoch und misst 3,7 bis 4,2 mm im Durchmesser. Die eiförmigen Zipfel sind 2 bis 2,3 lang und 1,1 bis 1,2 mm breit, liegen den Rücken der Staubblätter auf und stehen im Winkel von ca. 80º. Sie bilden oben einen Winkel. Der innere Fortsatz ist spitz, der äußere Fortsatz ist gerundet. Die Staubblätter sind eiförmig, ca. 0,7 × 0,6 mm und besitzen einen dünnen, runden Anhang am Apex. Die Blüten von Hoya rigidifolia sind nur einen Tag offen, bevor sie vergehen.
Im Pollinarium sind die Pollinia 350 bis 400 μm und 130 bis 150 μm breit. Sie sind länglich mit einer runden Basis und einem trunkierten, schräg nach innen abfallenden Apex. Sie besitzen einen durchsichtigen äußeren Rand. Die Caudiculae sind nur sehr kurz, ca. 40 × 20 μm. Das längliche Corpusculum ist 120 bis 140 μm und ca. 50 μm breit. Der Griffelkopf ist im Querschnitt fünfeckig mit fünf Loben, die mit den Staubblättern alternieren. Der Apex ist etwa eingesenkt mit einer zentralen Spitze, ca. 200 μm hoch. Früchte und Samen wurden bisher nicht beobachtet.

## Ähnliche Arten
Die Blüten von Hoya finlaysonii sind ebenfalls nur einen Tag offen, bevor sie vergehen und haben einen sehr ähnlichen Blütenaufbau (radförmige Blütenkrone, eiförmige Kronblattzipfel ähnlicher Größe). Die zwei Arten unterscheiden sich aber durch die Blätter. Hoya finlaysonii hat lanzettliche bis längliche Blätter und eine pinnate Blattnervatur, die gewöhnlich dunkler ist als das Blatt selber. Hoya rigidifolia hat zwar auch eine pinnate Blattnervatur, besitzt aber zwei Sekundärrippen, die nahe der Basis von der Mittelrippe abgehen und sich dann fast randparallel über das gesamt Blatt erstrecken.
Die Blattnervatur von Hoya erythrina Rintz (1978) ist sehr ähnlich wie Hoya rigidifolia, aber die Blüten sind sehr unterschiedlich. Die Blüten von Hoya erythrina haben einen Durchmesser von > 15 mm (gegen < 12 mm bei Hoya rigidifolia), wenn sie ausgebreitet sind. Sie sind innen lang-flaumig behaart. Sie bleiben länger als 2 Tage offen, während die Blüten von Hoya rigiflora bereits nach einem Tag vergehen.

## Geographische Verbreitung und Habitat
Hoya rigidifolia ist bisher nur von der Typuslokalität in einem Tieflandregenwald etwa 100 m über Meereshöhe, bei Pulau Siberut, Mentawai-Inseln, Westsumatra, Indonesien.

## Taxonomie
Das Taxon wurde 2019 von Sri Rahayu und Michele Rodda aufgestellt. Der Holotyp wurde im Herbarium des Research Centre for Biology in Cibinong, Indonesien unter der Nummer S.
Hidayat B9710110 hinterlegt. Die neue Art wurde nach den relativ steifen Blättern benannt.